# Stammliste der Geyer von Geyersperg
Stammliste der Geyer von Geyersperg, aus Franken stammendes österreichisches Adelsgeschlecht

## Älteste Linie in Franken
- Veit Geyer von Geyersperg (Zeisperg), 1370 auf Schloss Geyersperg bei Coburg (Franken)

A1. Johann Geyer, lebte 1401 und 1410
B1. Kilian Geyer, Domdechant (Dompropst) zu Würzburg, 1450 Domherr zu Bamberg
B2. Diether (Dietrich) Geyer, lebte noch 1445
C1. Johann Geyer, geistlicher Stand
C2. Stephan Geyer, 1470 Domherr zu Würzburg
A2. Oswald I. Geyer, lebte 1410
B1. Bartholomä Geyer, († 1468), Rat Kaiser Friedrich III.
C1. Oswald II. Geyer zu Geyersperg, lebte 1500 in Franken, ⚭ Anna von Grumpach, Stammvater der folgenden vier Linien:
D1. Balthasar Geyer, lebte in Franken, ⚭ Katharina von Pappenheim, Tochter des Heinrich von Pappenheim (siehe A Linie nach Balthasar Geyer)
D2. Johann (Hanns) Geyer († 8. September 1525), Herr zu Osterburg, Hart, Hernals und Haindorf, kam 1482 nach Österreich, Stammvater der Hauptlinie zu Osterburg, ⚭ I Anna Polhauser, ⚭ II 1502 Walburga Fuchs von Kandelberg (der letzten ihres Geschlechts) (siehe B Linie nach Hanns / Johann Geyer)
D3. Adam Geyer zu Osterburg, kam 1517 nach Österreich, Doktor der Rechte, Landrat Kaiser Maximillians und Ferdinand I. in Oberösterreich, 1527 Landanwalt von OÖ, ⚭ Anna Kärner, eine fränkische Adelige (siehe C Linie nach Adam Geyer)
D4. Georg Geyer, lebte in Franken, ⚭ Margaretha (von) Till, seine vier Söhne gingen nach Österreich (siehe D Linie nach Georg Geyer)

## A Linie nach Balthasar Geyer
Balthasar Geyer (zu Geyersperg), ⚭ Katharina von Pappenheim, Tochter Heinrichs von Pappenheim
A1. Georg, ⚭ I Maria Pömberger, ⚭ II Rosina Kirchberger, beide Ehen kinderlos
A2. Eucharius, ⚭ Magdalena, To. des edlen Jörig Radlbrunner
B1. Roman, starb jung
B2. Zachäus starb jung,
B3. Nicasius Geyer von Geyersperg zu Hagberg, († 12. Jänner 1598, ▭ Stadtpfarrkirche Ybbs an der Donau), ⚭ I Dorothea Praunfalk, zwei früh verstorbene Kinder, ⚭ II Sophia Herrin von Gera, To. v. Franz Herrn von Gera und Emerenziana von Pirching, keine Kinder
C1. [I] Christoph
C2. [I] Potenziana
B4. Adam Geyer, Herr zu Wieselburg und Wolfpassing an der Ybbs, ⚭ Marusch (Margaretha) von Neuhaus, To. des edlen Kaspar von Neuhaus zu Stadelkirchen und Maria Schreiber
C1. Georg Hektor
C2. Eucharius
C3. Johann Kaspar (Hanns) Geyer von Osterburg, Herr zu Wieselburg und Hagberg VOWW, ⚭ I Katharina von Hohberg, To. v. Frhr Johann Herrn von Hohberg und Katharina von Urschenbeck, ⚭ II Katharina Ennenkel, To. v. Albrecht Ennenkl von Albrechtsberg und Elisabeth von Kirchberg, ⚭ III Christina von Prösing, To. v. Joseph Frhr von Prösing und Maria Anna Herrin von Tschernembl, die letzte Ehe blieb kinderlos. Die Kinder aus der ersten und zweiten Ehen waren: Anna Sara, Margaretha Katharina, Regina, Susanna Elisabeth, Johanna, Anna Katharina, Johann Ortolph, Adam Albrecht, Georg Hartmann und Johann Roman. Von den Söhnen überlebte nur
D1. Georg Hartmann Geyer († 1647) zu Wieselburg und Wolfpassing an der Ybbs, ⚭ I 1627 Clara Herrin von Tschernembl, ⚭ II 6. November 1629 Felizitas von Auersperg, To. v. Wolf Sigismund Frhr von Auersperg auf Purgstall und Felizitas Frn von Windischgrätz, Witwe des Frhr von Concin, keine Nachkommen.
C4. Georg (der jüngere)
C5. Maria Magdalena, ⚭ I Veit Hager zu Sitzenthal, ⚭ II Hanns Haidenreich (Johann Heinrich) Frhr von Prösing
C6. Martha, ⚭ Johann Heinrich Herr von Traun
C7. Johanna, ⚭ 1594 Karl Ludwig Fernberger zu Egenberg
C8. Sophia, starb ledig
B5. Anna, ⚭ Erasmus Praun zu Pielahag (Pielachhaag)
B5. Eleonora, starb unvermählt
A3. Simon Geyer zu Arbing und Kröllendorf, Doktor der Rechte, kaufte 1523 Schloss und Gut Arbing in OÖ, Kröllendorf VOWW in NÖ, nö Landrechtsbeisitzer, Ritterstandsverordneter, 1530 Mitdeputierter in Linz, ⚭ I Barbara, To. des edelfesten Oswald Schirmer zu Soß und Kröllendorf, ⚭ II Helena von Hohenfeld, To. v. Sebastian Hohenfeld und Barbara von Sinzendorf, beide Ehen blieben kinderlos
A4. Melchior Geyer zu Landersdorf, ⚭ Margaretha von Wallenfels (Waldenfels)
B1. Balthasar II. Geyer von Osterburg, Herr zu Kröllendorf, regensburgischer Rat und Pfleger der Herrschaft Pöchlarn, ⚭ 2. Februar 1562 Maria Ursula von Edelsperg, To. v. Hanns Sigmund von Edelsperg und Ursula Tulfer, außer Christoph Ernst starben alle im Kindesalter oder blieben ledig
C1. Johann Sigmund
C2. Christoph Ernst Geyer von Osterburg, ⚭ 16. November 1600 Maria Magdalena von Grüenthal, To. v. Philipp Jakob von Grüenthal zu Zeillern und Potenziana Köllnpöckh, Christoph Ernst hinterließ seine Kinder als Waisen
D1. David Josias Geyer Edler von Osterburg († 1640), Herr zu Kröllendorf, ⚭ Ursula Feyertager, fünf Söhne und weitere Kinder
E1. Hanns Ludwig
E2. Christoph Wilhelm
E3. Justus Jacob
E4. Hanns Christoph
E5. Wolf Ernst († 1648), starb durch einen Sturz mit dem Pferd von der Schlossbrücke in Ulmerfeld. Mit ihm endete die Kröllendorfische Linie der Geyer.
D2. Hanns Nemroth
D3. Wolf Jacob
D4. Johann Sigismund
D5. Wolf Sigismund
D6. Maria Salome ⚭ Sebald III. von Hayden zum Dorf (siehe Stammliste nach Sebald Hayden, A.8 B.2)
D7. Sabina Elisabeth ⚭ Wolf Sigismund von Hayden zum Dorf (siehe Stammliste nach Sebald Hayden, A.6 B.3)
D8. Anna Ursula
D9. Eva Maria
C3. David Georg
C4. Anna Maria
C5. Elisabeth
B2. Maximilian
B3. Melchior
B4. Simon
B5. Katharina ⚭ Wilhelm Geyer zu Osterburg (Linie B A1. B1.)
B6. Anna, ⚭ Johann Färber von Nechelhain, steirischer Ritter
B7. Barbara, starb ledig
B8. Susanna, starb ledig
B9. Margaretha, starb ledig
A5. Margaretha ⚭ Paul von Rießberg zu Nieder-Enisheim

## B Linie nach Hanns / Johann Geyer
Johann (Hanns) Geyer († 8. September 1525), Herr zu Osterburg, Hart, Hernals und Haindorf, kam 1482 nach Österreich, Stammvater der Linie zu Osterburg, ⚭ I Anna Polhauser, ⚭ II 1502 Walburga Fuchs von Kandelberg (der letzten ihres Geschlechts)
A1. [I] Roman (Romanus) Geyer zu Osterburg, Hart, Rothenhaus und Petzenkirchen, († vor 1538), ⚭ Susanna Wolfsberg, To. des Edlen Peter Wolfsberger zu Nussdorf an der Traisen und der Leüberstorferin
B1. Wilhelm Geyer zu Osterburg, Hart, Rothenhaus etc. († 1597), ⚭ Katharina Geyer, To. v. Melchior Geyer zu Landersdorf (Linie A A4. B5.)
C1. Ferdinand (* 2. April 1554,† 1594) Geyer zu Osterburg, Hernals und Stöedi(t)z, 1582 Truchsess von Kaiser Rudolf II., Ritterfähnrich beim nö Kriegsvolk gegen die Türken, vor Raabs gefallen, ⚭ 21. November 1584 Margaretha von Baudissin aus Oberlausitz
D1. Maximilian starb als Kind
D2. Polixena (* 1587) ⚭ 14. Juni 1604 Georg Salomon von Maming zu Kirchberg an der Pielach
D3. Juliana (* 11. Jänner 1593, † 1608)
C2. Melchior (29. April 1555, † 10. Mai 1601) Geyer v. O. zu Hart, ⚭ Maria Magdalena von Kornfail, To. v. Andreas von Kornfail zu Würmbla und Katharina von Pötting
D1. Katharina starb als Kind
D2. Andreas Wilhelm starb als Kind
D3. Anna Sophia ⚭ Ernst Joachim Hack von Bornimb zu Ausserstein
C3. Katharina (* 1556) ⚭ 1579 Wolf Christoph Waller zu Haugsdorf
C4. Maria (* 20. Juni 1557) ⚭ Christoph Geyer von Osterburg zu Inzersdorf (Linie C A2. B2.)
C5. Hanns Wilhelm (* 13. Jänner 1559) ⚭ 1594 Judith von Apfalterer, To. v. Ritter Georg Apfalterer zu Ebergassing und Barbara von Thanrädl, Witwe von Johann von Hohberg zu Gutmannsdorf und Droß, keine Kinder
C6. Sophia, Zwillingsschwester von Christina, (* 2. Mai 1560) ⚭ Andreas Rabenhaupt von Suche
C7. Christina, starb nach wenigen Tagen
C8. Albrecht oder Albert (* 24. Juni 1562, † nach 1615) Geyer v. O. zu Rothenhaus, Wolfsberg und Sieghartskirchen, ⚭ I 14. Februar 1596 Susanna Welzer († 24. Februar 1598), To. des Edlen Erasmus Welzer von Welz zu Pru(t)zendorf, nö Regimentsrat und Anna Barbara Tulfer, ⚭ II 1600 Margaretha Katherina Trauner von Altstätten aus Erzstift Salzburg, To. v. Georg Trauner von und zu Altstätten und Katharina Thum
D1. [I] Erasmus Wilhelm († 24. Februar 1598)
D2. [II] Maximilian Albrecht (* 7. November 1603, † vor 1647) Geyer v. O. zu Rothenhaus, verkauft 1636 Veste und Herrschaft Rothenhaus, ⚭ I 10. September 1624 Maria Salome von Tattenbach († Okt. 1638), To. v. Wolf Friedrich von Tattenbach und Anna Herrin von Saurau, ⚭ II 1639 Sara von Maming. Maximilian Albrecht war der letzte der Hanns-Geyer-Linie.
E1. [I] Anna Salome
D3. [II] Georg Wilhelm (* 10. April 1608)
D4. [II] Maria Elisabeth (* 18. Februar 1602, † 1628) ⚭ 22. Jänner 1624 Christoph Wilhelm von Velderndorf zu Schauenstein
D5. [II] Anna Susanna (* 8. Juni 1605) ⚭ Ferdinand Gabriel Amstetter zu Grabenegg und Zwerbach
D6. [II] Eva Magdalena (* 14. Nov 1606) in Jugend gestorben
D7. [II] Katharina Maria (* 11. Februar 1610) in Jugend gestorben
D8. [II] Eva Engelburgis (* 19. September 1611) ⚭ I Johann von Hohenzeit, ⚭ II Ferdinand Sigismund Frhr von Gienger
C9. Susanna (* 2. November 1563)
C10. Lukrezia (* 15. November 1564)
C11. Karl Roman (* 11. Jänner 1567, † 1603) Truchsess von Erzherzog Maximilian, in Ybbs begraben
C12. Ernest (* 13. September 1569, † 1570)
C13. Ernest Wilhelm (* 1572, † Faschingssonntag 1598), bei Explosion gestorben
A2. [I] Karl Geyer v. O. zu Arbing († 1544), ab 1537 alleiniger Herr von Arbing, ⚭ Genovefa Storch zu Clauß, einzige Tochter:
B1. Maria Magdalena ⚭ I Melchior von Ilsung, ⚭ II Enoch Neuhauser (von Neuhauß) zu Rueting
A3. [I] Hektor Geyer zu Osterburg, Arbing, Hernals, Wolfsberg etc. († 1578 hochbejahrt) 1566 mit Veste Osterburg, Haindorf etc. belehnt, ⚭ I Eva Schärtinger, ⚭ II Maria Neuhauser, To. v. Kaspar Neuhauser von Neuhauß zu Stadelkirchen und Maria Schreiber, ⚭ III Anna Matseber, To. v. Achatz Matseber zu Goldeck. Kinder aus zweiter Ehe:
B1. [II] Johann Ehrenreich
B2. [II] Johann Kaspar
B3. [II] Wilhelm
B4. [II] Ferdinand ⚭ Maria Magdalena von Greiffen
C1. Hektor Ferdinand, stirbt ledig
B5. [II] Mathäus
B6. [II] Juliana
B7.[II] Anastasia
A4. [I] Margaretha
A5. [I] Maria Magdalena
A6. [II] Apollonia starb jung
A7. [II] Nemrod starb jung

## C Linie nach Adam Geyer
Adam Geyer zu Osterburg kam 1517 nach Österreich, Doktor der Rechte, Landrat Kaiser Maximillians und Ferdinand I. in Oberösterreich, 1527 Landanwalt von OÖ, ⚭ Anna Kärner, eine fränkische Adelige
A1. Hieronymus Geyer v. O., Herr zu Mollenburg und Gottsmannsdorf VOMB, Rat Kaiser Ferdinand I., kaufte 1533 Schloss und Rittergut Pielachhaag ⚭ I Clara Praitensteiner, ⚭ II Anna von Cammerer, ⚭ III Anna Morlitscher, To. v. Josef Morlitscher und Katharina von Ludmannsdorf, Kinder aus dritter Ehe:
B1. [III] Veronica ⚭ Ritter Moritz Praunfalck
B2. [III] Kordula starb ledig
B3. [III] Elisabeth ⚭ I Wilhelm Feyertager, ⚭ II Wolf Dietrich von Grimming
B4. [III] Sebastian Geyer ⚭ Margaretha Mayrhauser
B5. [III] Hieronymus
B6. [III] Joachim Geyer († 1594), kaiserl. Hauptmann und Kommandant zu Tata (Dotis) in Ungarn, dort gestorben
A2. Johann oder Hanns Geyer v. O., Herr zu Ensersheim in Franken, († vor 1553), ⚭ Margaretha Würst
B1. Adam Geyer, Herr zu Inzersdorf am Wienerberge ⚭ Affra von Oberhaim, To. des edelvesten Andreas Oberhaimer (von Oberhaim) zu Totzenbach und Zeillern und der Dorothea von Haimb, 1562 Gut Inzersdorf durch Heirat an sich gebracht, eifrig evangelisch-lutherisch, Adam hatte keine Kinder
B2. Christoph Geyer v. O. zu Inzersdorf und Leesdorf († 1602), Protestant, kaufte 1591 Leesdorf bei Baden, 1599–1602 Raitherr der NÖ Landschaft, ⚭ I Anna von Haim, To. des edelvesten Andreas Haimer (von Haim) und der Rosina Stadler, ⚭ II Eva Pernerstorfer, ⚭ III Maria Geyer, To. v. Wilhelm Geyer v. O. und Katharina Geyer (Linie B A1. B1. C4.). Kinder aus erster Ehe:
C1. [I] Margaretha
C2. [I] Helena († 1631) ⚭ 10. Sept 1606 Emeram (Haymeram) von Velderndorf zu Schirmannsreuth
C3. [I] Anna Maria ⚭ Wolf Andreas von Penzing
C4. [I] Hanns Adam Geyer v. O., Herr zu Inzersdorf, Leesdorf, Wolfsberg und Thallern, war 1607 im Ausschuss des Ritterstandes des Corporis Evangelicorum in NÖ, unterzeichnete den Horner Bund, ⚭ I Susanna Hager, To. v. Sebastian Hager zu Altensteig (Allentsteig) und Christina Eibensteiner, ⚭ II Anna Margaretha Welzer von Welz, To. v. Erasmus von Welz zu Spiegelfeld und Prutzendorf und Anna Barbara Tulfer, ⚭ III 5. Februar 1616 Marusch (Margareth) von Oedt, jüngste Tochter von Heinrich von Oedt und Margaretha von Sinzendorf, Witwe von Erhard von Grünthal
D1. [II] Hanns Ehrenreich Geyer Freiherr von Geyersperg, Edler Herr von und zu Osterberg, Herr zu Leesdorf, Wolfsberg und Kärnerbrunn, wurde wieder katholisch, wirklicher Kämmerer und oberster Kriegskommissar Kaiser Ferdinand III. und Leopold I., seit 1650 Freiherr (auch Bruder und Vettern), ⚭ I Barbara Juliana von Pernstorf, To. des edelvesten Ritters Christoph Wilhelm Pernerstorfer (von Pernstorf) zu Poppen und Kärnerbrunn und Esther Ennenkl, ⚭ II Anna Justina Freiin von Kuefstein (* 1614, † 1666), To. v. Hanns Jakob Frhr von Kuefstein und Clara Herrin von Puchheim
E1. [I] Christoph Karl, in Jünglingsjahren gestorben
E2. [I] Anna Barbara († 1689) ⚭ Wolf Christoph II. Graf von Geyersperg (Linie D. A4. B2. C2. D1.)
E3. [I] Eleonora ⚭ Johann Christoph Graf von Rottal
E4. [II] Anna Dorothea ⚭ 1662 Otto Lorenz Graf von Traun
E5. [II] Margaretha (* 1648, † 1. März 1722 in Wien), überlebte drei Gatten denen sie allen Kinder schenkte und lebte noch 16 Jahre später ⚭ I 29. Oktober 1665 Ernst Heinrich von Borcke (* 1. Februar 1629, † 13. Juni 1667), markgräfl. Brandenburg-Bayreuthischer Geheimer Rat und Oberst Hofmarschall; ⚭ II 7. Juni 1668 Carl von Stein (* 8. Dezember 1626, † 13. September 1675), Chur-Brandenburgischer Geheimer Rat; ⚭ III 1678 Wolf Georg Ehrenreich Graf von Geyersperg († 1705) (Linie D. A4. B2. C2. D1. E2.).
D2. [II] Christoph Adam Geyer Frh. von Geyersperg, Edler Herr von Osterburg, Herr zu Inzersdorf und Schönau, ⚭ I 1651 Polyxena von Oberhaim, einzige Tochter und Erbin von Georg Andreas von Oberhaim zu Schönau, letzter seines alten Geschlechts, und Apolonia Schnatterl von Tornau, ⚭ II Rosina Elisabetha Freiin von Galler, Witwe des Johann Christoph Frhr von Galler
E1. [I] Johann Adam (Hanns Adam) (* 1653, † 1715) Reichsgraf und Herr von Geyersperg und Osterburg, kaiserl. Geheimer Rat, wurde mit seinen Vettern von Kaiser Leopold I. 1676 zum Reichsgrafen erhoben, 1700 Geheimer Rat, ⚭ I Rosina Theresia Freiin von Rotthal, To. v. Ehrenreich Ludwig Frhr von Rotthal zu Feistritz und Esther Apollonia Frn von Galler, ⚭ II Maria Anna Freiin von Walsegg, Sternkreuzorden-Dame,
F1. [I] Johann Albert Karl Reichsgraf und Herr von Geyersperg und Osterburg (* 7. April 1675, † 19. September 1738), Herr der Herrschaft Gmünd in NÖ, k. k. Kämmerer, seit 1734 Raitherr der nö Landschaft, ⚭ I 1708 Maria Theresia Aloysia († Februar 1774 in Znaim), To. v. Wolf Georg Ehrenreich Graf von Geyersperg und Margaretha Freiin von Geyersperg (Linie D. A4. B2. C2. D1. E2. F2.), lebte als Witwe lange in Gmünd, mehrere Kinder nur zwei Söhne wurden erwachsen:
G1. Johann Adam Anton Graf von Geyersperg (* 1712, † vor Sept. 1738) NÖ Landrechtsbeisitzer, 1736 k. k. Kämmerer, vor dem Vater gestorben
G2. Johann Ehrenreich Graf und Herr von Geyersperg und O. (* 14. Februar 1716, † 16. Juni 1746 Schlacht bei Piazenza) 1745 k. k. Kämmerer, stirbt als letzter der gräflichen Linie 1746 als k. k. Obrister im französischen Krieg in der Schlacht bei Piazenza.
F2. [I] Johann Christoph, starb jung unvermählt
F3. [I] Anna Eleonora, ledig gestorben
F4. [I] Rosina Apollonia († 15. November 1719 in Wien) ⚭ I 1700 Franz Anton Graf von Walsegg, kaiserl. wirklicher Geheimer Rat und k. k. Hofkammerpräsident
E2. [I] Anna Apollonia ⚭ Hanns Friedrich Stockhorner Edler von Starein
E3. [I] Anna Felizitas ⚭ Maximilian Gundaccar Freiherr von Polhaim
D3. [II] Johanna
D. [III] Hanns Friedrich, starb jung
D. [III] Hanns Joachim, starb jung
D. [III] Hanns Albrecht, starb jung
D. [III] Hanns Ehrenfried, starb jung
C5. [I] Georg Sigismund Geyer v. O. Herr zu Inzerdorf, eifrig lutherisch, Horner Bund, ⚭ I 12. November 1590 Maria Euphrosina Hartmann zu Leesdorf, To. v. Johann Erasmus Hartmann von und zu Leesdorf und Eva Söckl ⚭ II Eva Rosina Steger
D1. Bartolomä Seyfried, starb vor Eltern
D2. Johann Friedrich, starb vor Eltern
D3. bis D.9 sieben Töchter, starben in ihrer Jugend
C6. [I] Hanns Christoph Geyer Edler Herr von Osterburg, Herr von Leibn und Weiteneck, († wenige Jahre nach 1646) Protestant, kaisertreu, Regimentsrat bis ungefähr 1642, Ritterstandverordneter der NÖ Landschaft. Kaiser Ferdinand II. erneuerte 1636 den Titel Edler Herr von Osterburg und gewährt ihm weitere Vorzüge und Freiheiten. ⚭ I Felizitas Heuperger († vor 1646), ⚭ II 1646 Esther Egenberger († 1691), To. v. Ferdinand Egenberger von Egenberg zu Sitzenberg und Maria Magdalena von Neuhaus, sie heiratet dann Johann Karl Ludwig Graf und Herr von Traun.
C7. [I] Georg Albrecht starb jung
C8. [I] Hektor Ferdinand Geyer v. O., war bis ungefähr 1617 kaiserlicher Fähnrich im Puechaimischen Regiment in Ungarn, ⚭ I Polyxena von Puechaim, ⚭ II Christina Sabina Frn von Oedt
D. [I] Anna Barbara ⚭ 1648 Johann Mathias Handl zu Krumpen-Nußbaum (Krummnußbaum)
C9. [I] Otto Friedrich Geyer v. O., Herr des Guts Zellerndorf VUMB, († 8. November 1620) ein eifriger Protestant, Horner Bund, diente 1619 als Ritterlieutenant unter Graf von Thurn in der Armee der Protestanten. 1620 als Rebell geächtet und die Güter konfisziert. Er starb in der Schlacht am Weißen Berg bei Prag am 8. November 1620. ⚭ Susanna Woyttich. Die Ehe hatte vermutlich keine Kinder.
B3. Johann
B4. Maria ⚭ I Andreas von Kolni(t)z, ⚭ II Paul Rueber von Pixendorf
A3. Veronica

## D Linie nach Georg Geyer
Georg I. Geyer, lebte in Franken, ⚭ Margaretha (von) Till alle vier Söhne gingen nach Österreich
A1. Georg II. oder Jörig Geyer zu Haindorf VOWW, übernahm von seinen Vettern, den Söhnen Hanns Geyers, um 1548 das Gut Haindorf, ⚭ (I) Anna Truchseß von We(t)zhausen, ⚭ II Rosina von Maming, To. v. Christoph Maming und Katharina Muckenhofer, Kinder aus zweiter Ehe:
B1. [II] Hanibal starb jung
B2. [II] Genoveva ⚭ Christoph Zwickl zum Weyer, erbte Gut Haindorf, dieses 1583 an ihren Schwager Gabriel von Kollonitsch verkauft
B3. [II] (Maria) Magdalena ⚭ Gabriel Frhr von Kollonitsch
B4. [II] Barbara starb jung
A2. Gotthard Geyer zu Sitzenthal, kaufte 1539 die Veste Sitzenthal, ⚭ I Helena von Hohberg, ⚭ II Anna von Greissen, ⚭ III Rosina Rosenauer (von Rosenau)
B1. [II] Anna ⚭ Christoph Georg von Rosenberg, dieser erbte Sitzenthal,
A3. Arnold Geyer zu Windpassing, hatte 1552 die Herrschaft Windpassing (Gem. Neustadtl an der Donau), ⚭ Elisabeth Reisch
B1. Arnold Leopold ⚭ Christina Geyer (welche?), keine Kinder
B2. Christina, stirbt ledig
A4. Johann oder Hanns Geyer von Osterburg († 1561) Herr von Herrschaft und Veste Wolfstein, Gänßbach und zum Gurrhof, 1549 nö Landrechts-Beisitzer, kaufte 1549 den freien Edelsitz Hengsthof, den er danach Gurrhof nannte, und das Amt Tahenäerzt, 1553 kaufte er Veste Wolfstein und den Markt Gänßbach, ein Lehen der Herzog in Bayern. Von 1556 bis 1561 nö Landuntermarschall, ⚭ I Katharina von Maming, To. v. Christoph von Maming und Katharina Muckenhofer, Witwe Wolfgang Kuttenprunners, keine Kinder, ⚭ II Regina Mühlwanger, To. des edelvesten Veit Mühlwanger von Neidharting und der Margaretha von Jörger
B1. [II] Hanns Wilhelm Geyer v. O. zum Wolfstein, ⚭ Rosina Schrampf
C1. Hanns Hektor starb ledig
C2. Georg Wilhelm starb ledig
C3. Hanns Wilhelm, starb ledig
C4. Otto Friedrich Geyer v. O. zum Wolfstein, lutherisch, schon 1619 nach Ortenburg und dann nach Regensburg emigriert ⚭ Justina von Hofmann,
D1. Georg Friedrich
D2. Johann Albrecht
D3. Rosina Justina, ⚭ 4. August 1641 Sigismund Friedrich Freiherrn von Tattenpach
C5. Anna Maria ⚭ Andreas Wüerand, Vogt zu Schönau
B2. [II] Christoph Geyer v. O. zum Wolfstein und Wolfpassing, ⚭ 1574 Johanna von Sinzendorf, To. v. Pilgram von Sinzendorf zu Fridau und Susanna von Lappi(t)z
C1. Hanns Pilgram, in der Jugend gestorben
C2. Wolfgang Christoph I. (Wolf) Geyer († Christihimmelfahrt 1652) Freiherr von Geyersperg, Edler Herr von Osterburg, Herr der Herrschaften Gleiß, Hagberg, Landerstorf etc., von Ferdinand III. 1650 mit dem Titel Geyer von Geyersperg in den Freiherrnstand gesetzt. Er blieb evangelisch, übergab die Herrschaft seinem ältesten Sohn Wolf Christoph II. und emigrierte nach Regensburg, wo er 1652 starb. ⚭ 1621 Anna Magdalena Strasser (* 22. Juni 1599, † 4. Januar 1637), To. des edelvesten Wolfgang Strasser zu Gleiß und dessen erster Gemahlin Elisabetha Furth von Furtenburg, dadurch erhielt er die Veste und Herrschaft Gleiß vom Hochstift Passau als Lehen
D1. Wolf Christoph II. Geyer (* 20. November 1623, † 1681 Regensburg) h.r. Reichsgraf und Herr von Geyersperg, Herr der Herrschaften Gleiß, wurde mit seinem Bruder Maximilian und Vetter Hanns Adam von Kaiser Leopold I. 1676 in den Reichsgrafenstand erhoben. ⚭ Anna Barbara, geb. Freiin von Geyersperg († 1689), To. v. Hanns Ehrenreich Frhr v. G. und Barbara Juliana von Pernstorf (Linie C A2. B2. C4. D1. E2.)
E1. Hanns Ehrenreich starb jung
E2. Wolf Georg Ehrenreich Graf und Herr von Geyersperg und Osterburg, Herr der Stadt und Herrschaft Gmünd in NÖ (* 23. April 1654 Schloss Gleiß, † 11. Dezember 1705) wurde röm. kath., danach k. k. wirkl. Kämmerer, 1705 k. k. geheimer Rath, kaufte 1689 Gmünd, erschien bei der Erbhuldigung von Kaiser Joseph I. als regierenden Erzherzog von NÖ am 22. September 1705, starb bald danach Dez. 1705. ⚭ 1678 Margaretha Anna Freiin v. G. (* 1648, † 1. März 1722 in Wien), Halbschwester seiner Mutter und To. v. Hanns Ehrenreich Frhr v. G. und Anna Justina Frn von Kueffstein (Linie C A2. B2. C4. D1. E5.), seit 1667 Witwe von Ernst Heinrich Frhr von Borke, dann seit 1675 Witwe von Carl Frhr von Stein
F1. Leopold Christoph Ehrenreich (* 18. März 1679, † ledig)
F2. Maria Theresia Aloysia (* 20. Juni 1682, † 1774 Znaim) Frau der Herrschaft Gmünd, ⚭ Johann Albrecht Graf v. Geyersperg († 1738) (Linie C A2. B2. C4. D2. E1. F1.)
F3. Maria Anna Charlotta Josepha (* 18. April 1684, † 2. September 1719 in Götzendorf, OÖ) ⚭ 1707 Johann Christoph Heinrich Frei- u. Panierherr, nachher Graf von Oed, k.k. Kämmerer und nö Regierungsrat
F4. Maria Franziska Anna (* 8. März 1689, † Juli 1772 Znaim) ⚭ 22. Juni 1718 Franz Sigmund Gf von Herberstein, Hr von Hirschbach in NÖ, k.k. Kämmerer
E3. Anna Barbara (* 1652, † 26. Jänner 1681 Regensburg) ⚭ 1668 Johann Herbard Frhr von Regal (* 1645, † 1692)
E4. Anna Susanna starb jung
E5. Eva Katharina starb jung
D2. Maximilian Adam Graf und Herr v. G., Herr zu Hagberg und Landerstorf, (* 31. Jänner 1631, † 25. Februar 1678 Regensburg) ⚭ 18. April 1654 Katharina Salome Freiin von Eck (* 1630, † 24. Juni 1706), To. v. Karl Frhr von Eck zu Hungerspach und Katharina Frn von Ernau, Maximilian Adam lebte zum Schluss als protestantischer Emigrant in Regensburg
E1. Esther Katharina († 1689) ⚭ 1681 Weiprecht der jüngere Frhr von Gemmingen zu Hornberg
E2. Anna Regina starb als Kind
E3. Sidonia Elisabetha starb als Kind
E4. Hektor Maximilian Graf und Herr v. G. (* 21. Dezember 1654, † 3. Juli 1726 (oder 1727) in Regensburg) ⚭ I 6. Mai 1680 in Nürnberg Maria Isabella Freiin von Eck (* 19. März 1650, † 6. Mai 1700), To. von Christian Frhr von Eck und Dorothea Sidonia Frn von Welz; ⚭ II 16. Januar 1701 Regina Rosina Freiin von Weltz (* 12. November 1655, † 20. Juli 1705), To. von Johann Felix Frhr von Weltz
F1. [I] Maria Renata Katharina (* 8. März 1683, † 31. Juli 1739) ⚭ 14. Februar 1708 Friedemann Gf von Werthern zu Beichlingen, chursächs. Kämmerer
F2. [I] Christian Maximilian (* 31. Oktober 1684, † 28. April 1710)
F3. [I] Karl Friedrich (* 1686, † 12. Oktober 1687)
E5. Christoph Karl († 1689 Mainz) als kaiserl. Hauptmann bei der Belagerung der Festung Mainz gefallen
E6. Christian Adam starb als Söldner für Venedig bei Morea
E7. Johann Ehrenreich Graf und Herr v. G. (* 22. Jänner 1672, † 20. Juni 1741) lebte am Hof in Dresden, königl. polnischer und chursächs. Kämmerer der verwitweten Königin von Polen, und Obersthofmeister der Churfürstin zu Sachsen Eberhardine, ⚭ 26. September 1730 Wilhelmina Henrietta, To. v. Adolph Wilhelm Graf und Herr von Stubenberg, sächsische Linie, und Magdalena Henrietta Freiin von Miltiz; einige verstorbene Kinder.
F1. Johann Heinrich Ehrenreich Graf und Herr v. G. (* 25. November 1739 Dresden; † 7. August 1805 Brauna) lebte unverheiratet in Sachsen. Sein Vormund kaufte vom Grafen Johann Casimir Schönberg d. J. Brauna, Rohrbach, Schwoosdorf und Häslich. Johann Heinrich Ehrenreich wurde nie recht mündig, blieb unvermählt und lebte ein trauriges Leben. Mit ihm erlosch das ganze Geschlecht im Mannesstamm.
D3. Johanna Elisabetha starb ledig
D4. Eva Christina starb ledig
D5. Anna Susanna (* 1626) ⚭ 1648 Johann Ehrenreich Stettner von Grabenhof, Herr zu Dorf an der Enns
D6. Eva Katharina (* 1629) ⚭ Wolf Maximilian Hanndl von und zu Ramingdorf
C3. Elisabetha in der Jugend gestorben
C4. Sophia in der Jugend gestorben
B3. [II] Elisabetha ⚭ 1561 Ritter Hanns Innprucker

## Abkürzungen und Erklärung

### Erklärung
| Text         | bedeutet                                              | oder                    |
| 1848/50      | 1848 ODER 1850                                        |                         |
| 1848–50      | VON 1848 BIS 1850                                     | zwischen 1848 und 1850  |
| 1848?        | fraglich oder unsicher                                |                         |
| Hanns (Hans) | kursiv Original-, in Klammer die heutige Schreibweise |                         |
| Hans/ Hanns  | verschiedene Schreibweisen                            | gleichwertige Varianten |
| (Hanns)      | weitere Schreibweise                                  | Variante                |

### Abkürzungen und Symbole
| *      | geboren                 | Ri.        | Ritter                       | NÖ, nö     | Österreich unter der Enns , -isch |
| ~      | getauft                 | Hr         | Herr                         | OÖ, oö     | Österreich ob der Enns , -isch    |
| ⚭      | Eheschließung, Hochzeit | Frhr       | Freiherr                     | Ktn, ktn   | Kärnten, kärntnerisch             |
| %      | Scheidung, geschieden   | Frn        | Freifrau, Freiin             | Stmk, stmk | Steiermark, steirisch             |
| †      | gestorben               | Gf         | Graf                         | Tir, tir   | Tirol, tirolerisch                |
| X      | gefallen                | Gfn        | Gräfin                       | Slb, slb   | Salzburg, salzburger              |
| ▭      | begraben in             |            |                              | Böh, böh   | Böhmen, böhmisch                  |
| gen.   | genannt                 | Verord.    | Verordneter (der Landschaft) | Mähr, mähr | Mähren, mährisch                  |
| rel    | kirchliche Hochzeit     | Verord.Ri. | Verordneter des Ritterstands | Krn, krn   | Krain, krainer                    |
| civ    | zivile Eheschließung    | Verord.Hr. | Verordneter des Herrenstands | Ung, ung   | Ungarn, ungarisch                 |
| To. v. | Tochter von             | Hptm       | Hauptmann                    | erbl.      | erbländisch                       |